# General Motors
General Motors Company, förkortat GM (före konkursen 2009 kallat General Motors Corporation), är en amerikansk multinationell fordonstillverkare med sitt huvudkontor Renaissance Center i Detroit, Michigan. GM, som ägde bland annat det svenska bilmärket Saab 1990–2010, var världens största biltillverkare 1931–2005 och 2011, och är ännu en av världens tre största.

## Historia
GM hör tillsammans med Ford och Chrysler till de tre stora Detroit-tillverkarna som under sina olika märken dominerat den amerikanska bilvärlden under lång tid. General Motors grundades 1908 av William C. Durant, och bestod då av Buick. GM lade snart även under sig märket Oldsmobile, och senare tillkom nya bilmärken som Oakland (senare Pontiac) och Cadillac genom uppköp.
Under 1920-talet gick GM in på den europeiska marknaden genom uppköpet av Vauxhall 1925 och Opel 1929.
Under 1950-talet hade GM sina glansår med en dominans på den amerikanska marknaden och försäljningsframgångar i Europa med Opel och Vauxhall tillsammans med sina amerikanska märken. De europeiska tillverkarna var få till antalet på den amerikanska marknaden och deras försäljning var inte i närheten av de amerikanska märkena. Cadillac blev över hela världen symbolen för GM:s framgångar.
Under 1970-talet integrerades Vauxhall med Opel. Senare under 1970-talet intensifierades den amerikanska bilmarknaden med ökad konkurrens inte bara från europeiska tillverkare utan framförallt från asiatiska märken som Toyota, Nissan, Honda och Mazda. De japanska tillverkarna blev stora utmanare och GM fick stora problem gentemot kvalitativa och billiga japanska bilar. De föråldrade och ineffektiva fabrikerna i USA blev för första gången ett problem för GM.

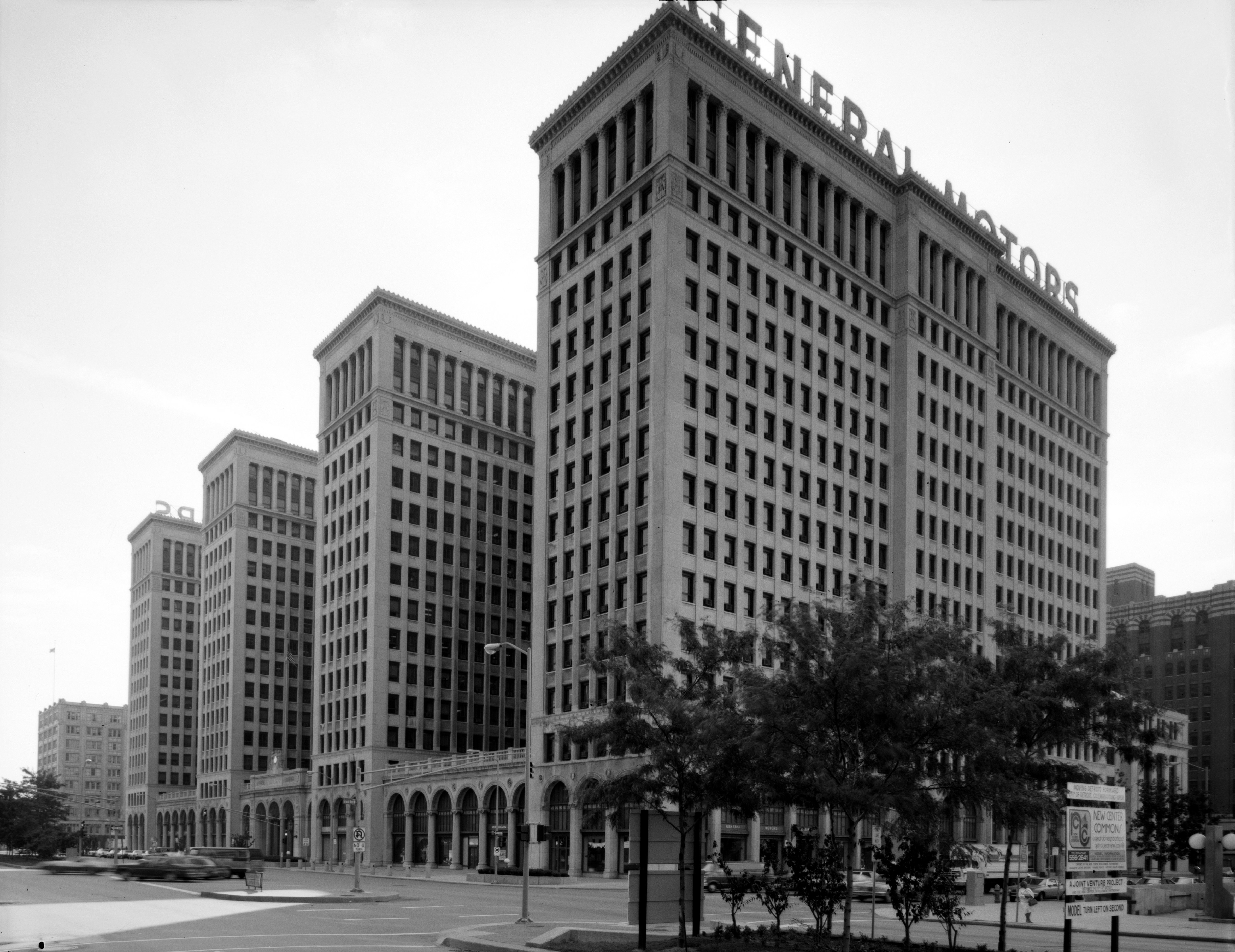
General Motors tidigare huvudkontor i Detroit är idag byggnadsminnesmärkt.

Under 1980-talet lade GM ner viss produktion i USA och flyttade en del fabriker till bland annat låglönelandet Mexiko där man byggde nya moderna anläggningar och samtidigt kunde minska kostnaderna. GM fick mycket negativ publicitet, bland annat i Michael Moores dokumentärlångfilm Roger och jag om GM:s nedläggning i Flint i Michigan.
GM har mött den asiatiska konkurrensen genom uppköp av asiatiska tillverkare som sydkoreanska Daewoo. Därtill har man ägarintressen i Isuzu och Suzuki och samarbete med Honda. Tidigare ägde GM 20% av Subaru, men detta har sålts ut till framförallt Toyota. På hemmamarknaden har man skapat ett helt ny märke, Saturn, som utmanare till importerade lågprisbilar. Den allt starkare miljörörelsen i USA fick företaget att lansera elbilen EV1.
GM har som en av världens största biltillverkare en bred produktpalett med modeller i alla prisklasser. Detta har dock inte hindrat GM från att lägga ner bilmärken, även om det hör till ovanligheterna. GM lade ner traditionsmärket Oldsmobile år 2004.
Finanskrisen 2008 slog under hösten 2008 hårt mot GM, som redan tidigare hade en besvärlig ekonomisk situation. Under hösten gick GM tillsammans med Ford och Chrysler till USA:s kongress, och bad om stöd för att klara sig igenom krisen. I december, efter flera turer, röstade först USA:s representanthus och därefter USA:s senat, igenom ett stödpaket med nödlån till biltillverkarna. Den 1 januari 2009 meddelade USA:s finansdepartement att de betalar de första 4 miljarder dollar till GM.
2009 ansökte GM om konkursskydd. GM:s skulder på 27 miljarder dollar avskrevs då man gick med på att staten skulle få överta 60 procent av bolaget.Under samma år beslutade GM att bilmärkena Pontiac, Saturn och Saab skulle säljas eller läggas ner. Pontiac och Saturn lades ner eftersom man inte hittade någon köpare, men Saab köptes upp av den nederländska sportbilstillverkaren Spyker Cars i januari 2010.
24 februari 2010 beslutade GM även att Hummer ska läggas ner efter att försäljningen till Tengzhong Heavy Industrial Machinery kollapsade då kinesiska regeringen inte ville tillåta att man skulle slutföra köpet. I juli samma år meddelades att GM ska lansera ett nytt lågprismärke Baojun i samarbete med de kinesiska märkena Shanghai Automotive Industry Corporation och Wuling Motors
I mars 2017 sålde GM Opel och Vauxhall till franska PSA Peugeot Citroën.

### GM i Asien och Australien
GM gick tidigt in i Asien och 1922 öppnade bolaget ett asiatiskt huvudkontor i Manila i Filippinerna. GM blev senare verksamma i Kina, innan bolaget valde att lämna landet i samband med att kommunisterna tog makten. I Japan öppnades en fabrik i Osaka 1927 och lade ner produktionen under andra världskriget. 
Idag äger GM sydkoreanska Daewoo samt har ägarintressen i och samarbete med andra tillverkare.
1926 grundades General Motors (Australia) med monteringsfabriker i Newstead, Marrickville, Melbourne, Birkenhead och Cottesloe. Holden köptes upp av GM 1931 och slogs samman med GM:s australiensiska dotterbolag och bildade General Motors-Holden's Ltd. (GM-H).

### GM i Europa
Efter att blivit ett av de stora bilföretagen i USA riktade GM sina blickar mot Europa under 1920-talet. 1923 öppnade koncernen sin första sammansättningsfabrik utanför Nordamerika i Köpenhamn. 1924 tillkom en fabrik i belgiska Antwerpen där bland annat Opel tillverkades. Fabriken stängdes i början av 2010. I Sverige öppnades även en fabrik 1928 vid Hammarbyhamnen i Stockholm. Denna lades dock ned under 1960-talet, slutligen 1978.
GM valde senare under 1920-talet att investera i tyska Opel och företaget blev ett helägt dotterbolag. Opel utvecklades starkt och var 1936 Europas största biltillverkare. GM:s ägande av Opel fortsatte under hela andra världskriget och en återuppbyggnad skedde efter kriget. GM har kunnat föra över mycket teknik och tänkande från sin amerikanska sida över till Europa och framförallt Opel som koncernens europeiska del. Vauxhall köptes 1925 av General Motors. Under 1970-talet slog GM samman stora delar av den europeiska delen där Vauxhall blev en del av Opel. 1982 öppnade man en ny stor bilfabrik i spanska Zaragoza för produktion av Opel Corsa. Det var GM:s största enskilda fabrikssatsning någonsin utanför Nordamerika.
2000 skapade man en allians med Fiat där GM gick in i Fiat och köpte 20% av aktierna i den krisdrabbade koncernen som tog över 5,1% av GM:s aktier. GM valde att dra sig ur efter att ha ägt 10 % av Fiat. 2001 inledde man ett samarbete med den ryska tillverkaren VAZ för att på allvar komma in på den breda ryska personbilsmarknaden. Detta har bland annat lett till den nya SUV–modellen Chevrolet Niva. 
Opel hade från 1970-talet och framåt haft stora svårigheter på marknaden för stora bilar i Europa. I början av 2009 förhandlade GM med den kanadensiska bildelstillverkaren Magna International om att sälja Opel, men man bestämde sig senare för att ändå behålla företaget. I mars 2017 sålde man dock Opel, och Vauxhall, till franska PSA Peugeot Citroën.
1990 köpte GM upp hälften av Saab för att bredda sin produktpalett. GM:s köp av Saab var tänkt att få in GM på denna del av den europeiska marknaden. GM var till början hälftenägare tillsammans med det svenska investmentbolaget Investor AB men ägde sedan 2000 hela Saab Automobile. I januari 2009 meddelade GM att man hade för avsikt att sälja Saab, då man helt enkelt inte hade råd att driva det vidare. Många tänkbara köpare nämndes, men till en början gick ingen affär igenom. Länge såg det ut som att Saab skulle säljas till svenska Koenigsegg Group men de hoppade av i november 2009. Detta ledde till att GM fattade beslut om en avveckling av Saab den 18 december 2009. Nya bud kom dock in och den 26 januari 2010 meddelade GM att man säljer Saab Automobile till den nederländska sportbilstillverkaren Spyker Cars.
2017 lämnade GM Europa efter att ha sålt Opel/Vauxhall till franska PSA Peugeot Citroën.

### GM i Sydamerika
GM säljer via GM do Brasil främst Chevrolet-modeller som egentligen är modifierade Daewoo-modeller. GM etablerade sig i Brasilien redan på 1920-talet då man öppnade sin första fabrik där.

## Märken
Nuvarande
| Asien Inklusive Australien | Sydamerika     | Europa | USA                                  |
| - Daewoo - Holden          | - GM do Brasil | -      | - Buick - Cadillac - Chevrolet - GMC |

Tidigare
| Asien Inklusive Australien               | Europa                                                                               | USA |
| - Subaru (GM:s andel såldes till Toyota) | - Opel/Vauxhall (sålda till PSA Peugeot Citroën 2017) - SAAB (sålt till Spyker 2010) | - Hummer (nedlagt 2010) - LaSalle (nedlagt 1940) - Pontiac (nedlagt 2009) - Saturn (nedlagt 2009) - Oldsmobile (nedlagt 2004) |

## "Gyllene eran"
Under GM:s "gyllene tidsepok" salufördes följande märken i Sverige år 1960
- Vauxhall
- Buick
- Chevrolet
- Pontiac
- Oldsmobile
- Cadillac
- Opel

Dessutom såldes lastbilen Opel Blitz.

## Dotterbolag
Ett urval av GM:s dotterbolag
- GM Financial